# Giro d'Italia 1990
73. ročník cyklistického závodu Giro d'Italia se konal mezi 18. květnem a 6. červnem 1990. Závod dlouhý 3450 km vyhrál Ital Gianni Bugno, jenž držel růžový trikot od první do poslední etapy. Na druhém a třetím místě se umístili Charly Mottet (RMO) a Marco Giovannetti (Seur).
Gianni Bugno společně s celkovým pořadím vyhrál též bodovací soutěž, Claudio Chiappucci vyhrál vrchařskou soutěž, Vladimir Poulnikov vyhrál soutěž mladých jezdců a Phil Anderson vyhrál soutěž Intergiro. Tým ONCE vyhrál soutěž týmů, v níž vítězný tým byl ten s nejnižším výsledným časem.

## Týmy
Gira d'Italia 1990 se zúčastnilo celkem 22 týmů, z nichž 10 týmů mělo základnu v Itálii. Závodu se zúčastnili jezdci z 20 různých zemí; 89 z Itálie, 24 ze Španělska, 20 z Francie, 12 ze Švýcarska, 11 z Nizozemska, ostatní státy měli méně než 10 zástupců. Každý tým přijel s 9 jezdci, na start se celkem postavilo 198 jezdců. 92 jezdců v závodu jelo Giro d'Italia poprvé. Průměrný věk jezdců byl 26,85 let. Nejmladším jezdcem byl 21letý Florido Barale z týmu Amore & Vita–Fanini, nejstarším jezdcem byl 39letý Pierino Gavazzi ze stejného týmu jako Barale. Tým s nejnižším průměrným věkem jezdců byl Malvor–Sidi (24 let), naopak nejvyšší věkový průměr měl tým Z–Tomasso (29 let).
Týmy, které se zúčastnily závodu, byly:
- Alfa Lum
- Amore & Vita–Fanini
- Ariostea
- Carrera Jeans–Vagabond
- Castorama
- Chateau d'Ax–Salotti
- CLAS–Cajastur
- Del Tongo
- Diana–Colnago–Animex
- Frank–Monte Tamaro
- Gis Gelati–Benotto
- Italbonifica–Navigare
- Jolly Componibili–Club 88
- Malvor–Sidi
- ONCE
- Panasonic–Sportlife
- RMO
- Selle Italia–Eurocar
- Seur
- 7-Eleven
- TVM
- Z–Tomasso

## Trasa a etapy

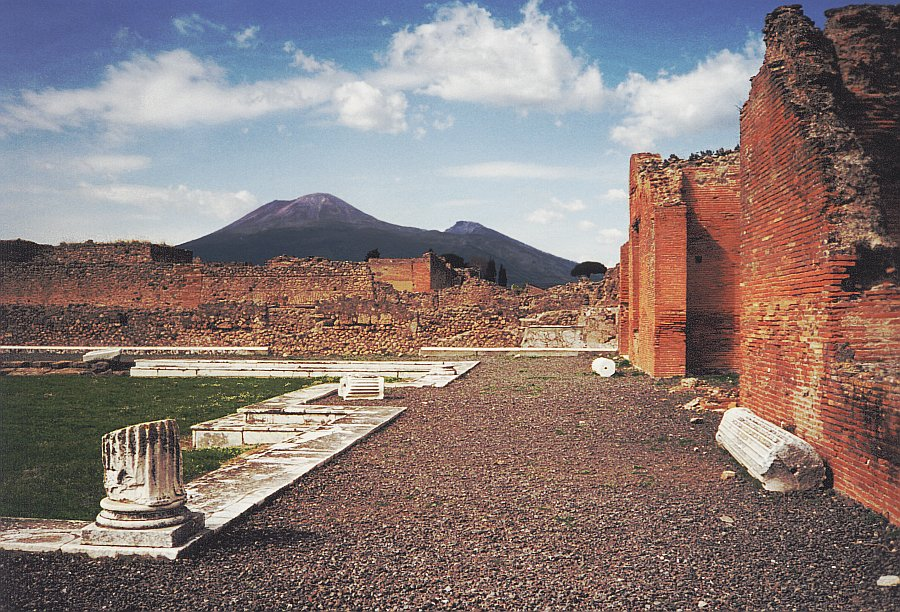
Vesus hostil konec 190 km dlouhé 3. etapy, která začala ve městě Sala Consilina.

Trasa Giro d'Italia 1990 byla odhalena veřejnosti v televizi hlavním organizátorem Vincenzem Torrianim 16. prosince 1989 v Milánu. Aby se závod nekřížil s Mistrovstvím světa ve fotbale, které se konalo v Itálii, tak byl závod zkrácen o 2 etapy a posunut o týden dříve oproti normálu. Trasa zahrnovala 3 individuální časovky a 11 etap s hodnocenými stoupáními, z nichž 4 měly vrcholový finiš: 3. etapa na Vesuv, 7. etapa do Vallombrosa, 16. etapa do průsmyku Pordoi a 17. etapa do Apricy. 19. etapa, horská časovka, měla též cíl, a to na vrcholu Sacro Monte di Varese. Celkem bylo na trase 35 kategorizovaných stoupání ve 13 etapách s celkovou délkou 27,3 km, méně než předchozí rok. Organizátoři se rozhodli nezahrnout žádný den volna. Ve srovnání s předchozím ročníkem byl závod o 32 km delší, zahrnoval stejné množství dnů volna a o jednu časovku méně. V závodu byla také jedna půlená etapa, stejně jako v roce 1989. Závod se dostal i do Rakouska, konkrétně do Klagenfurtu.
Trasa byla považována za vyváženou díky pěti vrcholovým finišům a třem časovkám, zatímco obtížné pasáže měly vždy uprostřed prostor pro odpočinek. Byly zde i šance pro klasikáře a sprintery.
| Etapa         | Datum         | Trasa                                         | Vzdálenost | Typ     | Typ                  | Vítěz                   |         |
| ------------- | ------------- | --------------------------------------------- | ---------- | ------- | -------------------- | ----------------------- | ------- |
| 1             | 18. května    | Bari - Bari                                   | 13 km      |         | Individuální časovka | Gianni Bugno (ITA)      |         |
| 2             | 19. května    | Bari - Sala Consilina                         | 239 km     |         | Horská etapa         | Giovanni Fidanza (ITA)  |         |
| 3             | 20. května    | Sala Consilina - Vesuv                        | 190 km     |         | Horská etapa         | Eduardo Chozas (ESP)    |         |
| 4a            | 21. května    | Ercolano - Nola                               | 31 km      |         | Rovinatá etapa       | Stefano Allocchio (ITA) |         |
| 4b            | 21. května    | Nola - Sora                                   | 164 km     |         | Rovinatá etapa       | Phil Anderson (AUS)     |         |
| 5             | 22. května    | Sora - Teramo                                 | 233 km     |         | Horská etapa         | Fabrizio Convalle (ITA) |         |
| 6             | 23. května    | Teramo - Fabriano                             | 200 km     |         | Horská etapa         | Luca Gelfi (ITA)        |         |
| 7             | 24. května    | Fabriano - Vallombrosa                        | 197 km     |         | Horská etapa         | Gianni Bugno (ITA)      |         |
| 8             | 25. května    | Reggello - Marina di Pietrasanta              | 188 km     |         | Rovinatá etapa       | Stefano Allocchio (ITA) |         |
| 9             | 26. května    | La Spezia - Langhirano                        | 176 km     |         | Horská etapa         | Vladimir Pulnikov (URS) |         |
| 10            | 27. května    | Grinzane Cavour - Cuneo                       | 68 km      |         | Individuální časovka | Luca Gelfi (ITA)        |         |
| 11            | 28. května    | Cuneo - Lodi                                  | 241 km     |         | Rovinatá etapa       | Adriano Baffi (ITA)     |         |
| 12            | 29. května    | Brescia - Baselga di Pinè                     | 193 km     |         | Horská etapa         | Éric Boyer (FRA)        |         |
| 13            | 30. května    | Baselga di Pinè - Udine                       | 224 km     |         | Rovinatá etapa       | Mario Cipollini (ITA)   |         |
| 14            | 31. května    | Klagenfurt (Rakousko) - Klagenfurt (Rakousko) | 164 km     |         | Horská etapa         | Allan Peiper (AUS)      |         |
| 15            | 1. června     | Velden am Wörther See (Rakousko) - Dobbiaco   | 226 km     |         | Horská etapa         | Éric Boyer (FRA)        |         |
| 16            | 2. června     | Dobbiaco - Passo Pordoi                       | 171 km     |         | Horská etapa         | Charly Mottet (FRA)     |         |
| 17            | 3. června     | Moena - Aprica                                | 223 km     |         | Horská etapa         | Leonardo Sierra (VEN)   |         |
| 18            | 4. června     | Aprica - Gallarate                            | 180 km     |         | Rovinatá etapa       | Adriano Baffi (ITA)     |         |
| 19            | 5. června     | Gallarate - Sacro Monte di Varese             | 39 km      |         | Individuální časovka | Gianni Bugno (ITA)      |         |
| 20            | 6. června     | Milán - Milán                                 | 90 km      |         | Rovinatá etapa       | Mario Cipollini (ITA)   |         |
| Celková délka | Celková délka | Celková délka                                 | 3450 km    | 3450 km | 3450 km              | 3450 km                 | 3450 km |

## Průběžné pořadí

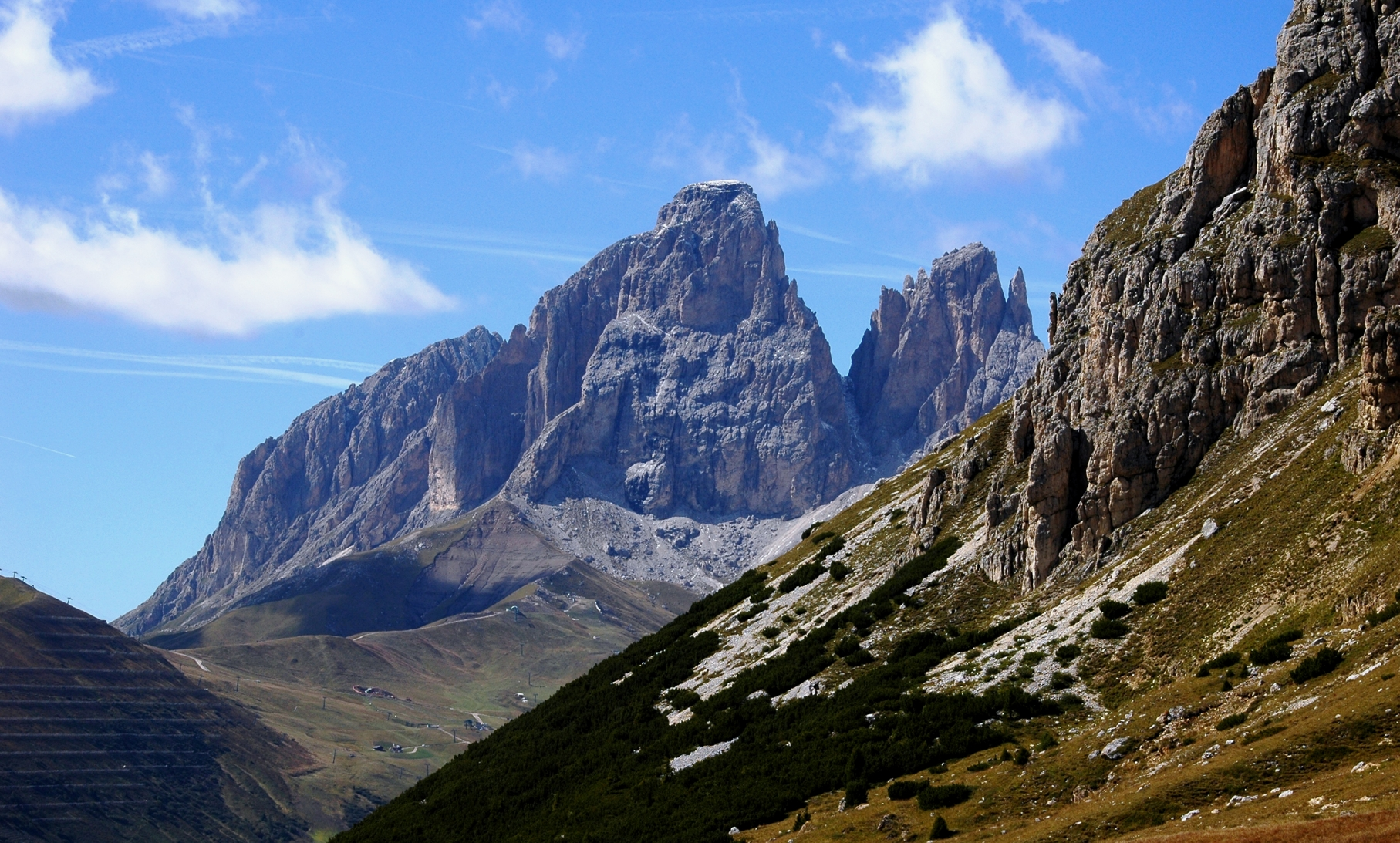
Průsmyk Pordoi byl Cima Coppi pro Giro d'Italia 1990.

Během Gira d'Italia 1990 bylo nošeno 5 různých dresů. Lídr celkového pořadí, kalkulovaného sčítáním časů dojezdů jednotlivých jezdců do cíle a přidáváním bonusů pro první 3 jezdce v cíli etapy s hromadným startem, nosil růžový dres. Tato soutěž je nejdůležitější, a její vítěz je obecně považován za celkového vítěze závodu..
Body do bodovací soutěže, jejíž lídr nosil fialový dres, bylo možné získal za dokončení etapy mezi prvními 15 cyklisty. Další body bylo možné získat na sprinterských prémiích. Zelený dres byl udělován lídrovi vrchařské soutěže. V této klasifikaci byly body udíleny za dosažení vrcholu před ostatními závodníky. Každé hodnocené stoupání bylo klasifikováno jako první, druhé nebo třetí kategorie. Na prémiích vyšší kategorie bylo možné získat více bodů. Na Cimě Coppi, nejvyšším bodu trasy, bylo možné získat více bodů než na normálních prémiích první kategorie. Cima Coppi tohoto ročníku byl průsmyk Pordoi, jenž byl na trase rovnou dvakrát. Poprvé ho na vedoucí pozici přejel Maurizio Vandelli, podruhé to byl Charly Mottet. Bílý dres nosil lídr soutěže mladých jezdců. Pořadí této soutěže bylo určováno stejným způsobem jako celkové pořadí, ale této klasifikace se mohli zúčastnit pouze neo-profesionálové (jezdci, kteří byli profesionály 3 a méně let). Lídr soutěže Intergiro nosil modrý dres. Pravidla pro tuto klasifikaci byla podobná jako pro celkové pořadí. V každé etapě byl určitý bod, kde se začal měřit čas a také bod, kde se čas přestal měřit. Lídr Intergira je ten s nejlepším výsledným časem z těchto úseků.
Existovala zde také soutěž týmů. V této soutěži se po každé etapě přičetly časy 3 nejlepších jezdců. Vedoucí tým této soutěže byl ten s nejnižším celkovým časem.
| Etapa          | Vítěz              | Celkové pořadí | Bodovací soutěž  | Vrchařská soutěž                    | Soutěž mladých jezdců | Soutěž týmů            |
| -------------- | ------------------ | -------------- | ---------------- | ----------------------------------- | --------------------- | ---------------------- |
| 1              | Gianni Bugno       | Gianni Bugno   | Gianni Bugno     | neuděleno                           | Joachim Halupczok     | Diana–Colnago–Animex   |
| 2              | Giovanni Fidanza   | Gianni Bugno   | Giovanni Fidanza | Claudio Chiappucci                  | Joachim Halupczok     | Castorama              |
| 3              | Eduardo Chozas     | Gianni Bugno   | Gianni Bugno     | Eduardo Chozas                      | Daniel Steiger        | Castorama              |
| 4a             | Stefano Allocchio  | Gianni Bugno   | Giovanni Fidanza | Eduardo Chozas                      | Daniel Steiger        | Castorama              |
| 4b             | Phil Anderson      | Gianni Bugno   | Giovanni Fidanza | Eduardo Chozas                      | Daniel Steiger        | Castorama              |
| 5              | Fabrizio Convalle  | Gianni Bugno   | Giovanni Fidanza | Claudio Chiappucci a Eduardo Chozas | Daniel Steiger        | Carrera Jeans–Vagabond |
| 6              | Luca Gelfi         | Gianni Bugno   | Giovanni Fidanza | Phil Anderson                       | Daniel Steiger        | Carrera Jeans–Vagabond |
| 7              | Gianni Bugno       | Gianni Bugno   | Gianni Bugno     | Claudio Chiappucci                  | Daniel Steiger        | Carrera Jeans–Vagabond |
| 8              | Stefano Allocchio  | Gianni Bugno   | Giovanni Fidanza | Claudio Chiappucci                  | Daniel Steiger        | Carrera Jeans–Vagabond |
| 9              | Vladimir Poulnikov | Gianni Bugno   | Giovanni Fidanza | Claudio Chiappucci                  | Joachim Halupczok     | Carrera Jeans–Vagabond |
| 10             | Luca Gelfi         | Gianni Bugno   | Gianni Bugno     | Claudio Chiappucci                  | Joachim Halupczok     | Diana–Colnago–Animex   |
| 11             | Adriano Baffi      | Gianni Bugno   | Phil Anderson    | Claudio Chiappucci                  | Joachim Halupczok     | Diana–Colnago–Animex   |
| 12             | Éric Boyer         | Gianni Bugno   | Phil Anderson    | Claudio Chiappucci                  | Joachim Halupczok     | Carrera Jeans–Vagabond |
| 13             | Mario Cipollini    | Gianni Bugno   | Phil Anderson    | Claudio Chiappucci                  | Joachim Halupczok     | Carrera Jeans–Vagabond |
| 14             | Alan Peiper        | Gianni Bugno   | Phil Anderson    | Claudio Chiappucci                  | Joachim Halupczok     | Carrera Jeans–Vagabond |
| 15             | Éric Boyer         | Gianni Bugno   | Phil Anderson    | Claudio Chiappucci                  | Joachim Halupczok     | Carrera Jeans–Vagabond |
| 16             | Charly Mottet      | Gianni Bugno   | Phil Anderson    | Claudio Chiappucci                  | Vladimir Poulnikov    | ONCE                   |
| 17             | Leonardo Sierra    | Gianni Bugno   | Gianni Bugno     | Claudio Chiappucci                  | Vladimir Poulnikov    | ONCE                   |
| 18             | Adriano Baffi      | Gianni Bugno   | Phil Anderson    | Claudio Chiappucci                  | Vladimir Poulnikov    | ONCE                   |
| 19             | Gianni Bugno       | Gianni Bugno   | Gianni Bugno     | Claudio Chiappucci                  | Vladimir Poulnikov    | ONCE                   |
| 20             | Mario Cipollini    | Gianni Bugno   | Gianni Bugno     | Claudio Chiappucci                  | Vladimir Poulnikov    | ONCE                   |
| Konečné pořadí | Konečné pořadí     | Gianni Bugno   | Gianni Bugno     | Claudio Chiappucci                  | Vladimir Poulnikov    | ONCE                   |

## Konečné pořadí
| Legenda | Legenda                            | Legenda | Legenda                                 |
| ------- | ---------------------------------- | ------- | --------------------------------------- |
|         | Označuje vítěze celkového pořadí.  |         | Označuje vítěze vrchařské soutěže.      |
|         | Označuje vítěze bodovací soutěže.  |         | Označuje vítěze soutěže mladých jezdců. |
|         | Označuje vítěze soutěže Intergiro. |         |                                         |

### Celkové pořadí
| Pořadí | Jezdec                   | Tým                     | Čas         |
| ------ | ------------------------ | ----------------------- | ----------- |
| 1      | Gianni Bugno (ITA)       | Château d'Ax–Salotti    | 91h 51' 04" |
| 2      | Charly Mottet (FRA)      | RMO                     | + 6' 33"    |
| 3      | Marco Giovannetti (ITA)  | Seur                    | + 9' 01"    |
| 4      | Vladimir Pulnikov (URS)  | Alfa Lum–BFB Bruciatori | + 12' 19"   |
| 5      | Federico Echave (ESP)    | CLAS–Cajastur           | + 12' 25"   |
| 6      | Franco Chioccioli (ITA)  | Del Tongo–Rex           | + 12' 36"   |
| 7      | Marino Lejarreta (ESP)   | ONCE                    | + 14' 31"   |
| 8      | Pjotr Ugrjumov (URS)     | Alfa Lum–BFB Bruciator  | + 17' 02"   |
| 9      | Massimiliano Lelli (ITA) | Ariostea                | + 17' 14"   |
| 10     | Leonardo Sierra (VEN)    | Selle Italia–Eurocar    | + 19' 12"   |

### Bodovací soutěž
| Pořadí | Jezdec                 | Tým                  | Body |
| ------ | ---------------------- | -------------------- | ---- |
| 1      | Gianni Bugno (ITA)     | Château d'Ax–Salotti | 195  |
| 2      | Phil Anderson (AUS)    | TVM                  | 176  |
| 2      | Mario Cipollini (ITA)  | Del Tongo–Rex        | 176  |
| 4      | Giovanni Fidanza (ITA) | Château d'Ax–Salotti | 167  |
| 5      | Adriano Baffi (ITA)    | Ariostea             | 118  |

### Vrchařská soutěž
| Pořadí | Jezdec                   | Tým                    | Body |
| ------ | ------------------------ | ---------------------- | ---- |
| 1      | Claudio Chiappucci (ITA) | Carrera Jeans–Vagabond | 74   |
| 2      | Maurizio Vandelli (ITA)  | Gis Gelati–Benotto     | 56   |
| 3      | Gianni Bugno (ITA)       | Château d'Ax–Salotti   | 48   |
| 4      | Eduardo Chozas (ESP)     | ONCE                   | 47   |
| 5      | Phil Anderson (AUS)      | TVM                    | 34   |

### Soutěž mladých jezdců
| Pořadí | Jezdec                   | Tým                     | Čas         |
| ------ | ------------------------ | ----------------------- | ----------- |
| 1      | Vladimir Pulnikov (URS)  | Alfa Lum–BFB Bruciatori | 92h 03' 27" |
| 2      | Pjotr Ugrjumov (URS)     | Alfa Lum–BFB Bruciatori | + 4' 43"    |
| 3      | Massimiliano Lelli (ITA) | Ariostea                | + 4' 55"    |
| 4      | Leonardo Sierra (VEN)    | Selle Italia–Eurocar    | + 6' 53"    |
| 5      | Enrico Zaina (ITA)       | Carrera Jeans–Vagabond  | + 18' 10"   |

### Soutěž Intergiro
| Pořadí | Jezdec                 | Tým                    | Čas         |
| ------ | ---------------------- | ---------------------- | ----------- |
| 1      | Phil Anderson (AUS)    | TVM                    | 47h 56' 08" |
| 2      | Massimo Ghirotto (ITA) | Carrera Jeans–Vagabond | + 39"       |
| 3      | Luca Gelfi (ITA)       | Del Tongo–Rex          | + 3' 33"    |
| 4      | Werner Stutz (SUI)     | Frank                  | + 4' 22"    |
| 5      | Gianni Bugno (ITA)     | Château d'Ax–Salotti   | + 5' 08"    |

### Soutěž bojovnosti
|   | Rider                    | Team                      | Points |
| - | ------------------------ | ------------------------- | ------ |
| 1 | Stefano Giuliani (ITA)   | Jolly Componibili–Club 88 | 75     |
| 2 | Maarten Ducrot (NED)     | TVM                       | 39     |
| 3 | Massimo Podenzana (ITA)  | Italbonifica–Navigare     | 32     |
| 4 | Gianni Bugno (ITA)       | Château d'Ax–Salotti      | 26     |
| 5 | Masatoshi Ichikawa (JPN) | Frank–Monte Tamaro        | 26     |

### Sprinterská soutěž
| Pořadí | Jezdec                 | Tým                       | Body |
| ------ | ---------------------- | ------------------------- | ---- |
| 1      | Alessio Di Basco (ITA) | Gis Gelati–Benotto        | 39   |
| 2      | Danilo Gioia (ITA)     | Gis Gelati–Benotto        | 31   |
| 3      | Stefano Giuliani (ITA) | Jolly Componibili–Club 88 | 25   |
| 4      | Marcel Wüst (FRG)      | RMO                       | 18   |
| 5      | Gianni Bugno (ITA)     | Château d'Ax–Salotti      | 15   |

### Soutěž Traguardo Italia '90
| Pořadí | Jezdec                   | Tým                    | Body |
| ------ | ------------------------ | ---------------------- | ---- |
| 1      | Fabrizio Convalle (ITA)  | Amore & Vita–Fanini    | 18   |
| 2      | Roberto Pelliconi (ITA)  | Amore & Vita–Fanini    | 10   |
| 3      | Marco Lietti (ITA)       | Ariostea               | 8    |
| 4      | Roberto Pagnin (ITA)     | Malvor–Sidi            | 7    |
| 5      | Claudio Chiappucci (ITA) | Carrera Jeans–Vagabond | 5    |

### Soutěž Traguardi Fiat Uno
| Pořadí | Jezdec                 | Tým                       | Body |
| ------ | ---------------------- | ------------------------- | ---- |
| 1      | Gianni Bugno (ITA)     | Château d'Ax–Salotti      | 18   |
| 2      | Stefano Giuliani (ITA) | Jolly Componibili–Club 88 | 18   |
| 3      | Phil Anderson (AUS)    | TVM                       | 10   |
| 4      | Éric Boyer (FRA)       | Z–Tomasso                 | 8    |
| 5      | Eduardo Chozas (ESP)   | ONCE                      | 8    |

### Soutěž týmů
| Pořadí | Tým                     | Čas          |
| ------ | ----------------------- | ------------ |
| 1      | ONCE                    | 276h 33' 04" |
| 2      | Carrera Jeans–Vagabond  | + 3' 57"     |
| 3      | Del Tongo–Rex           | + 7' 39"     |
| 4      | Alfa Lum–BFB Bruciatori | + 16' 48"    |
| 5      | Ariostea                | + 28' 54"    |